# Michelle Clunie
Michelle Renee Clunie (ur. 7 listopada 1969 w Portlandzie) – amerykańska aktorka, najbardziej znana jako odtwórczyni roli homoseksualnej Melanie Rachel Marcus w serialu stacji Showtime Queer as Folk.
Uczęszczała na Academy of Professional Ballet nim przeprowadziła się do Los Angeles, gdzie rozpoczęła karierę aktorską.
Wystąpiła w filmach Piątek, trzynastego IX: Jason idzie do piekła (Jason Goes to Hell: The Final Friday, 1993) i Podejrzani (The Usual Suspects, 1995). Gościnnie pojawiła się w licznych serialach telewizyjnych, m.in. JAG – Wojskowe Biuro Śledcze, Ostry dyżur czy Bez śladu. Odebrała nagrodę podczas Breckenridge Festival of Film za drugoplanową rolę w dramacie Leaving Barstow (2008) w reżyserii Petera Paige'a (z którym zresztą występowała w Queer as Folk).
Stale grała w sztuce Monologi waginy.